# José Ignacio Alcorta Echevarría
José Ignacio Alcorta Echevarría (Amorebieta, 31 de maig de 1910 - Barcelona, 18 d'agost de 1983) fou un prevere i filòsof basc, professor de Filosofia, d'Ètica i Sociologia a la Universitat de La Laguna i a la Universitat de Barcelona. Alguns li atribueixen haver estat autor d'un sistema filosòfic anomenat realisme transcendental.

## Biografia
Va néixer a Amorebieta (Biscaia) el 31 de maig de 1910. Estudia a Vitòria-Gasteiz i fou ordenat sacerdot el 1934. Inicia els seus estudis de Filosofia en la Universitat de Madrid, llicenciant-se el 1940 després del parèntesi de la Guerra Civil Espanyola. El 1941 és nomenat becari de l'Institut "Luis Vives" de Filosofia, després de l'organització del Consell Superior d'Investigacions Científiques (CSIC). El 1942 es converteix en Catedràtic de Filosofia, i Doctor en Filosofia el 1945 per la Universitat de Madrid, amb la tesi Metafísica del P. Francisco Suárez (los modos) / Los modos en la filosofía de Suárez, contribución al estudio de la filosofía suareciana.
El 10 de desembre de 1946 s'incorpora per oposició al cos de Catedràtics Numeraris d'Universitat, en guanyar la càtedra de «Fonaments de Filosofia i Història dels sistemes filosòfics» de la Universitat de La Laguna. Al cap de poc d'incorporat al seu nou lloc és nomenat Rector d'aquesta Universitat, en haver mort el 20 de juliol de 1945 el rector José Escobedo González-Alberú. El 1948 ha de suspendre un curs d'esperanto després de sofrir les pressions i atacs dels sectors més durs de la Falange i el SEU.
El 1950 guanya l'oposició celebrada per cobrir la Càtedra d'«Ètica general i Ètica especial i Sociologia» de la Universitat de Barcelona, per la qual cosa a l'octubre de 1951 va pronunciar el discurs d'obertura del curs 1951-1952, «L'ètic en l'existencialisme», el seu comiat de La Laguna. Incorporat a Universitat de Barcelona a partir de 1951, continuarà en aquest lloc fins a la seva jubilació el 1980. El 1975 va ser escollit membre de la Reial Acadèmia de Ciències Morales i Polítiques. Va morir a Barcelona el 1983.

## Obres
- La Teoría de los Modos en Suárez (1949)
- La Etica en el Existencialismo (1951)
- Estudios de Metafísica (1954)
- El Existencialismo en su aspecto ético (1955)
- Introducción a la Sociología (1957)
- Sociología (1959)
- El Ser, Pensar transcendental (1961)
- Peter Wust, filósofo espiritualista de nuestro tiempo (1963)
- El Realismo transcendental (1969)
- Prolegómeno para una fundamentación trascendental de la ética (1976)